# Leopaard CT7
Der Leopaard CT7 ist ein Pick-up der zum chinesischen Automobilhersteller GAC Changfeng Motor gehörenden Marke Leopaard.

## Geschichte
Das Fahrzeug debütierte auf der Beijing Auto Show im April 2016 und wurde in China ab September 2016 verkauft.

## Technische Daten
Angetrieben wird der CT7 von einem 108 kW (147 PS) starken 2,4-Liter-Ottomotor oder einem 110 kW (150 PS) starken 1,9-Liter-Dieselmotor.
|                                             | 2.4                         | 1.9T                   |
| Bauzeitraum                                 | 2016–2020                   | 2016–2020              |
| Motorkenndaten                              |                             |                        |
| Motortyp                                    | R4-Ottomotor                | R4-Dieselmotor         |
| Motoraufladung                              | —                           | Turbolader             |
| Hubraum                                     | 2438 cm³                    | 1850 cm³               |
| max. Leistung bei min−1                     | 108 kW (147 PS) / 4600–5000 | 110 kW (150 PS) / 4000 |
| max. Drehmoment bei min−1                   | 230 Nm / 2600–3600          | 350 Nm / 1800–2800     |
| Kraftübertragung                            |                             |                        |
| Antrieb                                     | Allradantrieb               | Allradantrieb          |
| Getriebe                                    | 5-Gang-Schaltgetriebe       | 6-Gang-Schaltgetriebe  |
| Messwerte                                   |                             |                        |
| Höchstgeschwindigkeit                       | 140 km/h                    | 160 km/h               |
| Beschleunigung, 0–100 km/h                  | 24,0 s                      | 16,0 s                 |
| Leergewicht                                 | 1661–1681 kg                | 1680–1755 kg           |
| Kraftstoffverbrauch auf 100 km (kombiniert) | 9,6 l Super                 | 7,2–7,4 l Diesel       |
| Tankinhalt                                  | 60 l                        | 60 l                   |